# 1815 (numero)
Milleottocentoquindici (1815) è il numero naturale dopo il 1814 e prima del 1816.

## Proprietà matematiche
- È un numero dispari.
- È un numero composto da 12 divisori: 1, 3, 5, 11, 15, 33, 55, 121, 165, 363, 605, 1815. Poiché la somma dei suoi divisori (escluso il numero stesso) è 1377 < 1815, è un numero difettivo.
- È un numero nontotiente in quanto dispari e diverso da 1.
- È esprimibile come somma di una serie di quadrati consecutivi: 1815 = 172 + 182 + 192 + 202 + 212.
- È un numero felice.
- È un numero palindromo e un numero ondulante nel sistema posizionale a base 14 (939) e nel sistema numerico esadecimale.
- È un numero di Harshad nel sistema numerico decimale, cioè è divisibile per la somma delle sue cifre.
- È un numero congruente.
- È un numero odioso.
- È parte delle terne pitagoriche (572, 1815, 1903), (968, 1815, 2057), (1089, 1452, 1815), (1584, 1815, 2409), (1815, 2420, 3025), (1815, 3080, 3575), (1815, 4356, 4719), (1815, 5852, 6127), (1815, 7208, 7433), (1815, 9900, 10065), (1815, 13552, 13673), (1815, 16588, 16687), (1815, 21924, 21999), (1815, 29920, 29975), (1815, 36580, 36625), (1815, 49896, 49929), (1815, 65872, 65897), (1815, 109800, 109815), (1815, 149732, 149743), (1815, 183008, 183017), (1815, 329420, 329425), (1815, 549036, 549039), (1815, 1647112, 1647113).